# Supercoppa del Giappone 2016
La Supercoppa del Giappone 2016 si è disputata il 20 febbraio 2016 al Nissan Stadium di Yokohama e ha visto sfidarsi il Sanfrecce Hiroshima, vincitore della J1 League 2015 e il Gamba Osaka, vincitore della Coppa dell'Imperatore 2015.
A conquistare il trofeo è stato il Sanfrecce Hiroshima, che è riuscito a ottenere la vittoria nel secondo tempo.
L'arbitro dell'incontro è stato il signor Junpei Iida.

## Tabellino
| Arbitro: | Junpei Iida |

|                              |           |           |
| Satō 51’ Asano 57’ Utaka 73’ | Marcatori | 68’ Usami |

| Sanfrecce Hiroshima | Gamba Osaka |

| P               | 1  | Takuto Hayashi    |  |         |
| D               | 33 | Tsukasa Shiotani  |  |         |
| D               | 5  | Kazuhiko Chiba    |  |         |
| D               | 19 | Shō Sasaki        |  |         |
| C               | 8  | Kazuyuki Morisaki |  |         |
| C               | 6  | Toshihiro Aoyama  |  | 83’     |
| C               | 18 | Yoshifumi Kashiwa |  |         |
| C               | 14 | Mihael Mikić      |  |         |
| C               | 25 | Yūsuke Chajima    |  |         |
| C               | 30 | Kōsei Shibasaki   |  | 69’     |
| A               | 11 | Hisato Satō       |  | 53’     |
| A disposizione: |    |                   |  |         |
| P               | 21 | Ryōtarō Hironaga  |  |         |
| D               | 4  | Hiroki Mizumoto   |  |         |
| D               | 37 | Kazuya Miyahara   |  |         |
| C               | 28 | Takuya Marutani   |  | 83’     |
| C               | 16 | Kōhei Shimizu     |  |         |
| A               | 9  | Peter Utaka       |  | 69’ 88’ |
| A               | 10 | Takuma Asano      |  | 53’     |
| Allenatore:     |    |                   |  |         |
| Hajime Moriyasu |    |                   |  |         |

|                 |    |                      |  |       |
|                 |    |                      |  |       |
| P               | 1  | Masaaki Higashiguchi |  |       |
| D               | 22 | Oh Jae-suk           |  |       |
| D               | 5  | Daiki Niwa           |  | 55’   |
| D               | 15 | Yasuyuki Konno       |  |       |
| D               | 4  | Hiroki Fujiharu      |  |       |
| C               | 21 | Yōsuke Ideguchi      |  | 45+1’ |
| C               | 7  | Yasuhito Endō        |  |       |
| C               | 13 | Hiroyuki Abe         |  | 76’   |
| C               | 39 | Takashi Usami        |  |       |
| A               | 29 | Patric               |  | 60’   |
| A               | 9  | Ademilson            |  | 60’   |
| A disposizione: |    |                      |  |       |
| P               | 18 | Yōsuke Fujigaya      |  |       |
| D               | 6  | Kim Jung-ya          |  |       |
| D               | 35 | Ryō Hatsuse          |  |       |
| C               | 27 | Tatsuya Uchida       |  |       |
| C               | 25 | Jungo Fujimoto       |  | 76’   |
| A               | 10 | Shū Kurata           |  | 60’   |
| A               | 20 | Shun Nagasawa        |  | 60’   |
| Allenatore:     |    |                      |  |       |
| Kenta Hasegawa  |    |                      |  |       |